# Clorură de butiril
Clorura de butiril (de asemenea cunoscută și ca clorură de n-butiril sau clorură de butanoil) este un compus organic cu formula C4H7ClO. Este lichidă la temperatura camerei, poate fi incoloră sau galbenă și are un miros foarte înțepător.  Se descompune violent când este încălzită și spontan în prezența aerului cu umiditate mare sau apei formând acid clorhidric gazos.

## Obținere
Clorura de butiril se poate obține în urma reacției dintre acidul butiric și clorura de tionil: 
{\displaystyle \mathrm {C_{4}H_{7}OOH+SOCl_{2}\longrightarrow C_{4}H_{7}ClO+SO_{2}+HCl} }